# Trần Thế Quân
Trần Thế Quân là Thiếu tướng Công an nhân dân Việt Nam. Ông nguyên là Phó cục trưởng Cục Pháp chế và cải cách hành chính tư pháp, Bộ Công an, chuyên ngành bảo vệ bí mật nhà nước.

## Tiểu sử
Trần Thế Quân sinh ngày 19 tháng 9 năm 1958.
Từ tháng 12 năm 2012 đến tháng 12 năm 2013, Trần Thế Quân là Đại tá, Phó Vụ trưởng Vụ Pháp chế (V19), Bộ Công an.
Tháng 5 năm 2015, Trần Thế Quân là Đại tá, Phó cục trưởng Cục Pháp chế và cải cách hành chính tư pháp, Bộ Công an.
Từ tháng 2 năm 2016 đến tháng 2 năm 2017, Trần Thế Quân là Thiếu tướng, Phó cục trưởng Cục Pháp chế và cải cách hành chính tư pháp, Bộ Công an.

## Lịch sử thụ phong quân hàm
- Đại tá
- Thiếu tướng (2016)